# Opération Teapot

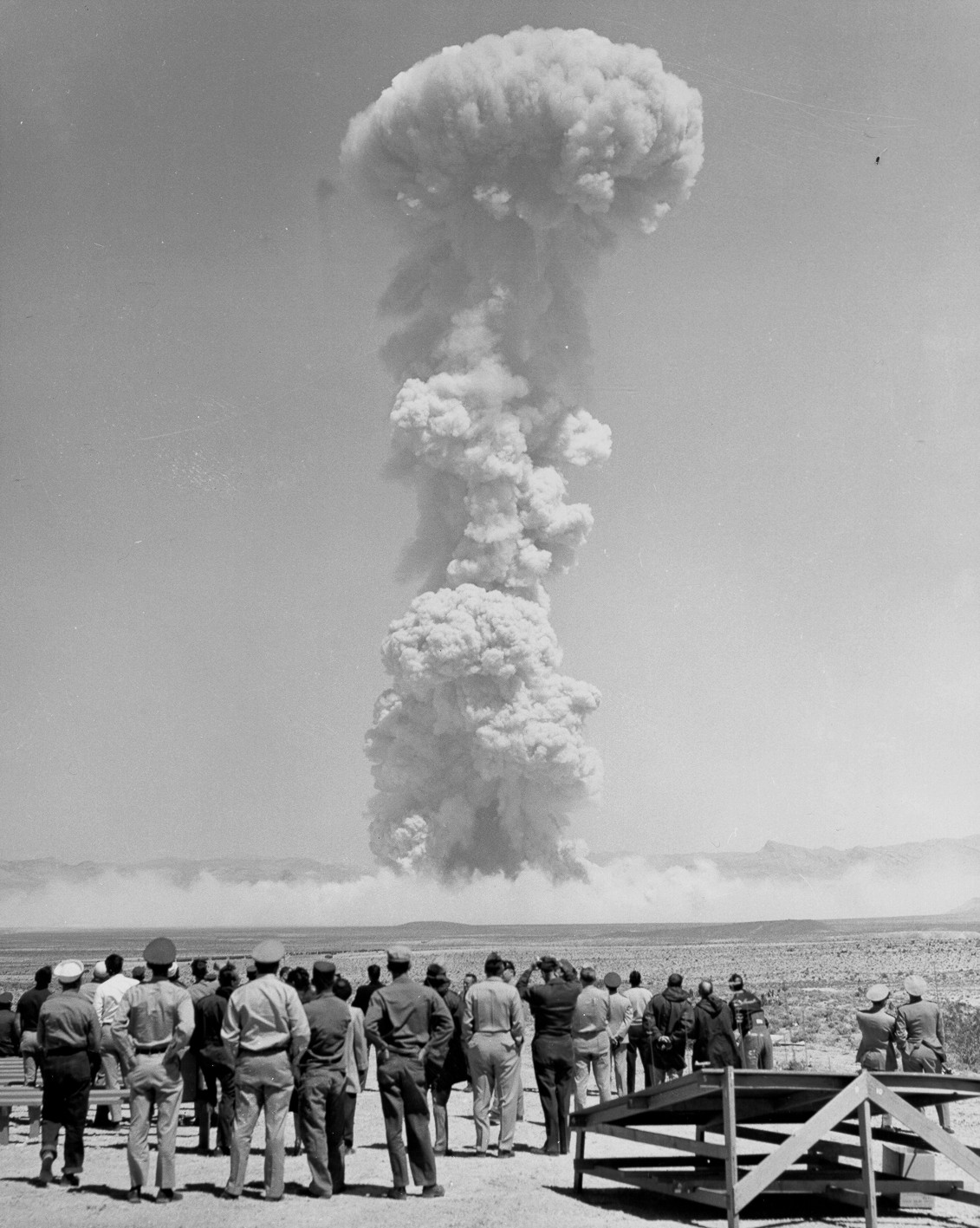
Un champignon atomique apparait à la suite du tir MET.

L’opération Teapot est une série de quatorze essais nucléaires américains réalisée au site d'essais du Nevada en 1955. Elle est précédée par l'opération Castle et suivie par l'opération Wigwam. L'opération vise à établir des tactiques militaires pour les troupes au sol manœuvrant sur un champ de bataille radioactif et à améliorer les armes nucléaires à portée stratégique.
Un ensemble de bâtiments représentant une ville type, surnommée « Survival Town » (« Ville de la survie »), a été construit pour tester les effets d'une explosion nucléaire sur ses structures.

## Essais
| Nom        | Date            | Aire de tir         | Puissance (kt) | Note                                 |
| ---------- | --------------- | ------------------- | -------------- | ------------------------------------ |
| Wasp       | 18 février 1955 | Area 7              | 1,2            |                                      |
| Moth       | 22 février 1955 | Area 3              | 2              |                                      |
| Tesla      | 1er mars 1955   | Area 9              | 7              |                                      |
| Turk       | 7 mars 1955     | Area 2              | 43             |                                      |
| Hornet     | 12 mars 1955    | Area 3              | 4              |                                      |
| Bee        | 22 mars 1955    | Area 7              | 8              |                                      |
| Ess        | 23 mars 1955    | Area 10             | 1,2            |                                      |
| Apple-1    | 29 mars 1955    | Area 4              | 14             | Échec                                |
| Wasp Prime | 29 mars 1955    | Area 7              | 3,2            |                                      |
| Ha         | 6 avril 1955    | Area 1              | 3,2            |                                      |
| Post       | 9 avril 1955    | Area 9              | 2              |                                      |
| MET        | 15 avril 1955   | Frenchman Flat (en) | 22             | Cœur d'uranium 233 et de plutonium   |
| Apple-2    | 5 mai 1955      | Area 1              | 29             | Nouvel essai avec la bombe d'Apple-1 |
| Zucchini   | 15 mai 1955     | Area 7              | 28             |                                      |